# Candidula lernaea
Candidula lernaea is een slakkensoort uit de familie van de Hygromiidae. De wetenschappelijke naam van de soort is voor het eerst geldig gepubliceerd in 1991 door Hausdorf.